# Circuit Franco-Belge 2025
De 84e editie van de wielerwedstrijd Circuit Franco-Belge vond plaats op 15 augustus 2025. De wedstrijd startte in Doornik en finishte 206,7 kilometer later in Mont-de-l'Enclus. De wedstrijd maakte deel uit van de UCI ProSeries, met de categorie 1.Pro. De Noor Jonas Abrahamsen bleef de Nieuw-Zeelander Corbin Strong, die tweede werd, nipt voor.

## Uitslag
| Plaats  | Naam              | Ploeg                  | Tijd     |
| ------- | ----------------- | ---------------------- | -------- |
| Winnaar | Jonas Abrahamsen  | Uno-X Mobility         | 4u53'00" |
| 2       | Corbin Strong     | Israel-Premier Tech    | z.t.     |
| 3       | Eduard Prades     | Caja Rural-Seguros RGA | z.t.     |
| 4       | Marc Hirschi      | Tudor                  | z.t.     |
| 5       | Alex Aranburu     | Cofidis                | z.t.     |
| 6       | Clément Venturini | Arkéa-B&B Hotels       | z.t.     |
| 7       | Rasmus Tiller     | Uno-X Mobility         | z.t.     |
| 8       | Haimar Etxeberria | Kern Pharma            | z.t.     |
| 9       | Markus Hoelgaard  | Uno-X Mobility         | z.t.     |
| 10      | Fabio Christen    | Q36.5                  | z.t.     |
| 11      | Bjoern Koerdt     | Picnic PostNL          | z.t.     |
| 12      | Jon Barrenetxea   | Movistar               | + 3"     |
| 13      | Gorka Sorarrain   | Caja Rural-Seguros RGA | z.t.     |
| 14      | Elias Maris       | Flanders-Baloise       | z.t.     |
| 15      | Lorenzo Rota      | Intermarché-Wanty      | z.t.     |
| 16      | Finn Crockett     | VolkerWessels          | + 5"     |
| 17      | Rúben Guerreiro   | Movistar               | z.t.     |
| 18      | Sergi Darder      | Caja Rural-Seguros RGA | z.t.     |
| 19      | Sandy Dujardin    | TotalEnergies          | z.t.     |
| 20      | Robert Donaldson  | Jayco AlUla            | z.t.     |
|         |                   |                        |          |
| 25      | Jelte Krijnsen    | Jayco AlUla            | + 10"    |

Ronde van Valencia ·
Ronde van Oman ·
Clásica de Almería ·
Figueira Champions Classic ·
Ronde van de Algarve ·
Ruta del Sol ·
Ardèche Classic ·
Drôme Classic ·
Kuurne-Brussel-Kuurne ·
Trofeo Laigueglia ·
Nokere Koerse ·
Milaan-Turijn ·
GP Denain ·
Bredene Koksijde Classic ·
Grote Prijs Miguel Indurain ·
Ronde van Hainan ·
Scheldeprijs ·
Brabantse Pijl ·
Ronde van de Alpen ·
Ronde van Turkije ·
Grote Prijs van de Morbihan ·
Tro Bro Léon ·
Klassiek Duinkerke-GP van de Hauts-de-France ·
Vierdaagse van Duinkerke ·
Ronde van Hongarije ·
Veenendaal-Veenendaal ·
Antwerp Port Epic ·
Boucles de la Mayenne ·
Ronde van Noorwegen ·
Ronde van Slovenië ·
Brussels Cycling Classic ·
Dwars door het Hageland ·
Mont Ventoux Dénivelé Challenge ·
Ronde van België ·
Ronde van Qinghai ·
Ronde van Wallonië ·
Ronde van Burgos ·
Arctic Race of Norway ·
Ronde van Denemarken ·
Circuit Franco-Belge ·
Ronde van Duitsland ·
Ronde van Groot-Brittannië ·
Maryland Cycling Classic ·
GP Industria & Artigianato-Larciano ·
Coppa Sabatini ·
Grote Prijs van Fourmies ·
Grote Prijs van Wallonië ·
Ronde van Luxemburg ·
Super 8 Classic ·
Ronde van Langkawi ·
Ronde van het Münsterland ·
Ronde van Emilia ·
Coppa Bernocchi ·
Ronde van de Drie Valleien ·
Ronde van Piemonte ·
Ronde van het Taihu-meer ·
Parijs-Tours ·
Ronde van Veneto ·
Japan Cup ·
Veneto Classic